# 1927 год в телевидении
Список 1927 год в телевидении описывает события в телевидении, произошедшие в 1927 году.

## События

### Сентябрь
- 19 сентября — запущена ГТРК Дальневосточная.

### Без точных дат
- Создано Датское радио (с 1951 года — ТВ).
- Создана ОТК Кыргызстана в качестве радио (с 1958 года - ТВ).
- Запущена ГТРК Урал в качестве радио (с 1955 года - ТВ).